# Эмбера-Воунаан
Эмбера-Воунаан (Эмбера-Ваунан; исп. Emberá-Wounaan) — локальное управление индейцев (комарка, исп. comarca, comarca indígena) на востоке Панамы. Было создано указом № 22 от 8 ноября 1983 года на территории округов Чепигана и Пиногана провинции Дарьен. Административный центр — Унион-Чоко. Согласно переписи 2010 года в Эмбера-Воунаан проживает 10 001 человек. Территория этого управления составляет 4398 км².

## Население
Основное население управления составляют индейцы племенного объединения чоко (эмбера-воунаан), говорящие на языках южный эмбера́, северный эмбера́ и ваунана (ноанама), относящихся к чокоанской семье.

## Округа
Управление разделено на 2 округа:
- Семако (Cémaco) включает Унион-Чоко (столица), Лахас-Бланкас и Мануэль-Ортега.
- Самбу (Sambú) включает общины (corregimientos) Рио-Сабало (столица) и Хингурудо.